# 佐藤寅太郎

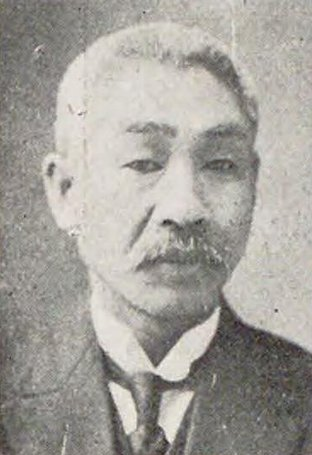
佐藤寅太郎

佐藤 寅太郎（さとう とらたろう、慶応元年12月5日（1866年1月21日） - 昭和18年（1943年）9月21日）は、日本の衆議院議員（立憲政友会）。教育者。

## 経歴
信濃国佐久郡長土呂村（現在の長野県佐久市）出身。長野県師範学校を卒業。同級生に河野齢蔵や矢澤米三郎がいた。師範卒業後、北佐久郡で教職につき、他府県出身者の勢力を駆逐し、小諸小学校長時代には、学校を 一村教化の中心にすえることを主唱し、全校生徒の浅間山登山や職員による浅間山研究を行った。さらに郡長が会長の官製教育会のあり方を改め、みずから北佐久郡教育会長に当選するなど、後半の教育官僚・政治家としての地歩を築いた。
明治43年（1910年）に長野県視学に就任し、同理事官、同視学官、大正6年（1917年）同学務課長を歴任したが、「天下の公選によって学務の府に立った」と折にふれ称したという。その後、信濃教育会副会長、同会長に選出され、教育界の意向を教育行政に反映させるうえて重要な役割 を果たした。
県教育行政の中枢にあって、上田女子師範学校の廃止、県下図書館の社会主義書籍の焼棄、県育英事業の創始、や旧制長野工業専門学校の設立を主導した。

### 対外侵出の提唱
大正5年（1916年）信濃育英会は、信州教育に関する五大宣言で、国体の尊厳と立憲精神の発揚、世界的視野の拡大と海外侵出、汎信州主義の鼓吹などを発表したが、これは副会長であった彼の唱導によるものであった。大正8年（1919年）の白樺派教師の懲戒処分にまで発展した戸倉事件では、長野県議会において、白樺派教師の懲戒処分に同調する答弁を行った。同9年（1920年）、第14回衆議院議員総選挙に出馬し、当選を果たし政友会に所属した。同13年（1924年）以降は旧制岩村田中学（現長野県岩村田高等学校）の校長を務めた。

## 著作
- 『信濃人物志』（佐藤寅太郎 編）文正社、1922年。